# Gayal
A gayal (Bos frontalis) az emlősök (Mammalia) osztályának párosujjú patások (Artiodactyla) rendjébe, ezen belül a tülkösszarvúak (Bovidae) családjába és a tulokformák (Bovinae) alcsaládjába tartozó faj.

## Rendszertani helyzete és neve
Ezt az állatot legelőször 1804-ben, Aylmer Bourke Lambert brit botanikus írta le Bos frontalis név alatt, egy bangladesi Csittagong településen talált háziállatként tartott példány alapján. Később a gaur (Bos gaurus) háziasított alfajának tekintették Bos gaurus frontalis néven.
2003-ban azonban a Nemzetközi Zoológiai Nomenklatúrabizottság (ICZN) úgy döntött, hogy a gayalt külön fajnak kell tekinteni a Bos frontalis binomiális névvel. A döntés azután született meg, hogy vadon élő gayalállományra bukkantak a kutatók, bár még nem világos, hogy ez valóban önálló vad állomány, vagy inkább elvadult, elkóborolt egyedek leszármazottai.
A legfrissebb törzsfejlődéses (philogenesis) vizsgálatok szerint a gayal anyai ágon, a gaur, a zebu és a szarvasmarha leszármazottja; így tehát nem tisztán a gaur alfaja. Emiatt önálló Bos-faji rangra emelhető.

## Előfordulása
A gayalt Északkelet-Indiában, Bangladesben, Mianmarban és a kínai Jünnanban tenyésztik és használják fel.

## Megjelenése
Ez az állat a gaurtól a következőképpen különbözik: a hossza rövidebb, marja alacsonyabb, a lábai rövidebbek, a púpja kevésbé fejlett, a bika nyakán csüngő bőr nagyobb a gaurénál. A feje rövidebb, viszont szélesebb, egyenes homlokkal, a szarvak közti vonal is egyenes. A nagy, vastag szarvak kevésbé lapítottak, de jobban meg vannak hajlítva – majdnem egyenest előre néznek, a hegyek kivételével, melyek felfelé mutatnak. A tehén jóval kisebb a bikánál, nála nincs vagy alig van csüngő bőr a nyakon. Mindkét nemű állat azonos színű, vagyis feketés-barnás, fehér vagy sárgás lábszárakkal. A szarvak feketés árnyalatúak.

## Fordítás
- Ez a szócikk részben vagy egészben  a   Gayal című angol Wikipédia-szócikk ezen változatának fordításán alapul.  Az eredeti cikk szerkesztőit annak laptörténete sorolja fel. Ez a jelzés csupán a megfogalmazás eredetét és a szerzői jogokat jelzi, nem szolgál a cikkben szereplő információk forrásmegjelöléseként.